# Гренвилл, Бонита
Бонита Гренвилл (англ. Bonita Granville; 2 февраля 1923 — 11 октября 1988) — американская актриса и телевизионный продюсер.

## Биография
Бонита Гренвилл родилась в Чикаго 2 февраля 1923 года в актёрской семье, в связи с чем её карьера актрисы началась довольно рано — в девятилетнем возрасте. Одними из первых фильмов с её участием стали «Кавалькада» (1933) и «Маленькие женщины» (1933), а спустя три года она снялась в фильме «Эти трое», за роль в котором была номинирована на премию «Оскар» за лучшую женскую роль второго плана.
В 1938 году Бонита Гренвилл сыграла Нэнси Дрю в фильме «Нэнси Дрю — Детектив». Фильм стал очень успешным, и в дальнейшем актриса исполнила эту роль ещё в трёх кинокартинах.
В 1940-х годах Гренвилл продолжала активно сниматься, появившись в фильмах «Вперёд, путешественник» (1942) и «Дети Гитлера» (1943), а к концу десятилетия её карьера пошла на спад.
В 1942 году Бонита Гренвилл стала главной героиней романа «Бонита Гренвилл и тайна Звёздного острова», написанного Кэтрин Хэйсенфельт. Книга был рассчитан на подростковую аудиторию, а главная героиня очень напоминала её персонаж Нэнси Дрю. Роман стал востребованной у аудитории, и до 1947 года было выпущено ещё несколько книг из этой серии.
В 1947 году актриса вышла замуж за Джека Рейтера, который был продюсером некоторых фильмов с её участием. В 1954 году Гренвилл, с упадком её кинокарьеры, выступила в качестве продюсера в телесериале «Лесси». В этом сериале, показ которого продолжался до 1974 года, актриса снялась в нескольких эпизодах и выступила рассказчиком в некоторых сериях. Последней её киноработой стала эпизодическая роль в фильме «Легенда об одиноком рейнджере» в 1981 году.
Джек Рейтер умер в 1984 году. Бонита Гренвилл умерла 11 октября 1988 года в Санта-Монике в возрасте 65 лет, от рака лёгких. Похоронена вместе с мужем на кладбище Святого креста.
За вклад в киноиндустрию Бонита Гренвилл удостоена звезды на голливудской «Аллее славы».

## Избранная фильмография
| Год  |   | Русское название              | Оригинальное название               | Роль                           |
| ---- | - | ----------------------------- | ----------------------------------- | ------------------------------ |
| 1933 | ф | Кавалькада                    | Cavalcade                           | юная Фанни                     |
| 1933 | ф | Маленькие женщины             | Little Women                        | одноклассница Эми              |
| 1936 | ф | Эти трое                      | These Three                         | Мэри Тилфорд                   |
| 1937 | ф | Девушка из Салема             | Maid of Salem                       | Энн Гуд                        |
| 1938 | ф | Нэнси Дрю — Детектив          | Nancy Drew: Detective               | Нэнси Дрю                      |
| 1939 | ф | Нэнси Дрю… Репортёр           | Nancy Drew… Reporter                | Нэнси Дрю                      |
| 1939 | ф | Нэнси Дрю… Ищет неприятности  | Nancy Drew… Trouble Shooter         | Нэнси Дрю                      |
| 1939 | ф | Нэнси Дрю и потайная лестница | Nancy Drew and the Hidden Staircase | Нэнси Дрю                      |
| 1940 | ф | Смертельный шторм             | The Mortal Storm                    | Эльза                          |
| 1941 | ф | Народ против доктора Килдера  | The People vs. Dr. Kildare          | Фрэнсис Марлоу                 |
| 1942 | ф | Стеклянный ключ               | The Glass Key                       | Опал Мэдвиг                    |
| 1942 | ф | Вперёд, путешественник        | Now, Voyager                        | Джун Вейл                      |
| 1943 | ф | Дети Гитлера                  | Hitler’s Children                   | Анна Мюллер                    |
| 1946 | ф | Саспенс                       | Suspense                            | Ронни                          |
| 1947 | ф | Виновный                      | The Guilty                          | Эстель Митчелл / Линда Митчелл |
| 1956 | ф | Одинокий рейнджер             | The Lone Ranger                     | Добро пожаловать в Килгор      |
| 1981 | ф | Легенда об одиноком рейнджере | The Legend of the Lone Ranger       | женщина                        |